# Katunți
Katunți (în bulgară Катунци) este un sat în Obștina Sandanski, Regiunea Blagoevgrad, Bulgaria.

## Demografie
Componența etnică a satului Katunți
     Bulgari (93,6%)
     Nicio identificare (6,1%)
     Altele (0,29%)
La recensământul din 2011, populația satului Katunți era de 1.360 locuitori. Din punct de vedere etnic, majoritatea locuitorilor (93,6%) erau bulgari. Pentru 6,1% din locuitori nu este cunoscută apartenența etnică.